# Émile d'Oultremont (1831-1896)
Graaf Émile Henri d'Oultremont (Nieuwkuijk, 5 april 1831 - Brussel, 16 maart 1896) was een Belgisch burgemeester en senator.

## Biografie

### Familie
Graaf Émile d'Oultremont was een telg uit de familie d'Oultremont. Hij was de derde van de veertien kinderen van graaf Ferdinand d'Oultremont (1797-1868), kamerheer van koning Willem en prins Frederik, en Isabelle Bonham (1808-1872). Hij was een oudere broer van graaf Adrien d'Oultremont, militair en volksvertegenwoordiger, en graaf John d'Oultremont, militair en Grootmaarschalk van het Hof. Zijn tante, gravin Henriette d'Oultremont de Wégimont, was de morganatische tweede echtgenote van koning Willem I na diens troonsafstand.
Hij werd in Noord-Brabant geboren in april 1831, wat er op wijst dat zijn ouders nog aarzelden tussen hun trouw aan het Nederlandse vorstenhuis en hun verlangen naar hun residenties in het afgescheurde België terug te keren.
D'Oultremont werd cavalerieofficier en trouwde in 1860 in Gondregnies met barones Juliette Tahon de la Motte (1837-1912). Ze kregen vijf zoons en twee dochters die allen geboren werden in Gondregnies, de gemeente waar hij een landgoed bezat en waar hij ook burgemeester werd. Onder hen:
- Isabelle d'Oultremont (1862-1942), trouwde in 1886 in Brussel met baron Gaston Pycke de Peteghem (1859-1933), burgemeester van Nouvelles, zoon van baron Oscar Pycke de Peteghem, burgemeester van Petegem-aan-de-Schelde en senator.

Hij was een schoonbroer van graaf Paul de Borchgrave d'Altena, diplomaat en secretaris en kabinetschef van koning Leopold II, en baron Edmond Whettnall, burgemeester van Nieuwerkerken, provincieraadslid van Limburg en senator.

### Loopbaan
In 1884 werd d'Oultremont tot senator verkozen voor het arrondissement Aat. Hij bekleedde dit mandaat tot aan zijn dood en werd toen opgevolgd door een familielid, graaf Adhémar d'Oultremont.